# Utopia
Utopia — дев'ятий студійний альбом ісландської співачки та музикантки Б'єрк. Він був спродюсований Б'єрк та венесуельською продюсеркою електронної музики Арка і вийшов 24 листопада 2017 року на лейблах One Little Independent Records у Великій Британії та The Orchard Enterprises у США. Альбом був високо оцінений музичними критиками за продюсування, написання пісень та вокал співачки, а згодом отримав номінацію «Найкращий альбом альтернативної музики» на 61-й щорічній церемонії вручення премії «Ґреммі», ставши восьмою номінацією Б'єрк у цій категорії поспіль.

## Передумови створення і реліз
Бйорк почала працювати над Utopia невдовзі після випуску Vulnicura у 2015 році. Отримавши нагороду в номінації «Міжнародна сольна виконавиця» на Brit Awards 2016 року, Б'єрк не з'явилася на церемонії, оскільки була зайнята записом свого нового альбому. В інтерв'ю, опублікованому в березні 2016 року, Б'єрк порівняла написання альбому з «раєм», на відміну від Vulnicura, який був «пеклом… як розлучення». У розмові для The Fader у березні 2017 року режисер і співавтор Ендрю Томас Хуанг сказав, що він брав участь у роботі над новим альбомом Б'єрк, заявивши, що «досить багато вже написано», і що «новий альбом буде дійсно спрямований у майбутнє, з надією, яка, на мою думку, необхідна зараз.»
Про вихід Utopia було оголошено у соціальних мережах 2 серпня 2017 року за допомогою власноруч написаної записки від Б'єрк. Анонс збігся з виходом обкладинки журналу Dazed за осінь 2017 року з Б'єрк, на якій було оголошено кілька назв пісень. Лід-сингл «The Gate» був анонсований 12 вересня для цифрового релізу наступного тижня, але вийшов несподівано опівночі 15 вересня. Того ж дня, коли вийшов сингл, Б'єрк оголосила назву альбому Utopia в інтерв'ю Nowness, заявивши, що у неї була «тисяча пропозицій щодо назви» і вона «не змогла придумати нічого кращого», але вона відкрита для змін. Дата релізу — 24 листопада, а обкладинка альбому була представлена 31 жовтня. Джессі Канда, постійний співавтор Арки і режисер кліпу Б'єрк «Mouth Mantra», створив обкладинку, на якій було зображено силіконову маску, розроблену постійним співавтором і виробником масок Джеймсом Меррі, проте макіяж був виконаний берлінською дреґ-королеввою Hungry. Джейд Гомес з The Fader описала обкладинку як таку, що «має відчуття моторошно відстороненої жіночності.»
15 листопада 2017 року другий сингл з Utopia, «Blissing Me», вийшов лише у вигляді цифрового завантаження, у супроводі музичного відео, знятого режисерами Тімом Вокером та Еммою Далзелл, яке вийшло наступного дня.
Альбом вийшов 24 листопада 2017 року, а ті, хто придбав його, отримали криптовалюту у вигляді 100 аудіокоінів (вартістю близько $0,19) завдяки партнерству з британським блокчейн-стартапом Blockpool.
Під час промо Utopia Б'єрк розповіла, що планує працювати над концертною версією альбому, починаючи з весни 2018 року. «Було багато флейтових речей, які я не повністю дослідила, — сказала вона, — наприклад, більше солістів і містична гра на флейті», і додала: «У нас є кілька додаткових флейтових пісень і кілька різних ракурсів.»
16 серпня 2019 року, майже через два роки після виходу альбому, Б'єрк анонсувала Utopia Bird Call Boxset як спосіб відсвяткувати кінець епохи Utopia — колекцію з 14 дерев'яних флейт ручної різьби, що імітують різні пташині голоси. Б'єрк особисто відібрала кожен тип флейти, співпрацюючи з французькою компанією Quelle Est Belle, а до набору додавався буклет, в якому детально описувалось, як користуватися кожною флейтою та яку пташку вона імітує. Окрім флейт, до набору ввійшла виготовлена на замовлення флешка, на якій записана музика Utopia, відеокліпи та ремікси на альбом, а також ексклюзивний невиданий інструментальний трек під назвою «Arpeggio». У своїй заяві Б'єрк пояснила: «Utopia — це спів птахів і звукова мутація між синтезатором і птахом, птахом і флейтою, флейтою і синтезатором… тому я дуже зраділа, коли знайшла ці дерев'яні флейти ручної роботи, що імітують конкретних птахів». Набір коштує 500 фунтів стерлінгів і вийшов 3 грудня 2019 року.

## Стиль
Utopia вважається альбомом в стилі авангардної музики та фольктроніки. Загалом альбом складається з чотирнадцяти треків і триває 71 хвилину 38 секунд, що робить його найдовшим зі студійних альбомів Б'єрк на сьогоднішній день. Перше всебічне висвітлення альбому в ЗМІ з'явилося у статті, опублікованій журналом Dazed. Співачка заявила, що альбом є дослідженням утопії, а процес його написання збігається з її особистими, політичними та екологічними занепокоєннями. Вона потрапила в заголовки газет, назвавши альбом своїм «альбомом Tinder». Пізніше вона уточнила свій коментар, сказавши, що альбом буде охоплювати іншу емоційну сферу, ніж її останній альбом, який вона постійно називала альбомом розбитого серця.
Стаття Dazed показала, наскільки активно Арка, співпродюсерка Vulnicura, брала участь у роботі над Utopia. На відміну від їхньої попередньої співпраці, де Арка приєдналась до роботи після того, як були написані всі пісні та струнні аранжування, у новому альбомі вони співпрацювали з самого початку. Арка заохочувала її розвивати напрямок, на який вона натякала у таких незрозумілих речах, як «Batabid», бі-сайді «Pagan Poetry», та «Ambergris March» з альбому-саундтрекуDrawing Restraint 9. За словами Б'єрк, їхня співпраця була «музичною розмовою між поколіннями, крос-атлантичною, яка заохочувала мене заглибитися в цю сферу, яку я нібито пропонувала багато років тому, але не обов'язково йшла до кінця».
Б'єрк розповіла, що повітря було свідомим стилістичним вибором для альбому після того, як вона часто писала аранжування для струнних у своїй попередній творчості: «Я створила секцію ісландських флейт з 12 чоловік і провела кілька місяців, записуючи і репетируючи з ними […] Ми вирішили використовувати синтезатори, в яких багато повітряних звуків, і флейти, які звучать синтетично.» Вона сказала, що музика були написана під час прогулянок ісландською дикою природою, і як тільки вона завершила її, вона написала аранжування для флейт, а пізніше наклала мелодії. Слова були завершальним елементом у процесі написання пісень. У статті Dazed йшлося про те, що спокійні звуки пташиних голосів об'єднують кілька треків, подібно до її альбому 2007 року Volta. Ці звуки були взяті з оригінальних польових записів самої Б'єрк, а також з альбому Жана К. Роше 1973 року Oiseaux du Vénézuéla, який співачка вважає одним зі своїх улюблених альбомів.
У статті Dazed з'явилося багато назв пісень, включаючи головний сингл «The Gate». «„The Gate“ — це, по суті, пісня про кохання, — каже Б'єрк, — але я кажу „кохання“ у більш трансцендентному сенсі. Vulnicura була про дуже особисту втрату, і я думаю, що цей новий альбом про любов, яка є ще більшою. Він про перевідкриття любові — але в духовному сенсі, за браком кращого слова.» Dazed опублікували дві додаткові назви пісень, «Losss» і «Features Creatures». «Losss» була спродюсована техаським продюсером Rabit, який заявив, що ця пісня стала його першою роботою поза межами продюсерського центру, і що пісня служить нагадуванням про те, «що сила волі є найвищою силою». «Features Creatures» розповідає про те, як зустріти когось з таким же акцентом, як у коханого.
В інтерв'ю Harpcolumn.com арфістка Кеті Баклі розповіла, що пісні «Arisen My Senses» і «Blissing Me» були записані за два роки до виходу альбому, і вона навіть не була впевнена, що ці пісні з'являться на фінальній платівці. «Фінальна партія арфи в „Losss“ була записана минулого літа», — розповіла вона, і лише коли «Blissing Me» вийшла як сингл за тиждень до релізу альбому, вона змогла почути готову пісню. «Я була абсолютно здивована і дуже схвильована тим, наскільки відкритою була арфа! Коли ти просто записуєшся з клавішними, ти навіть не уявляєш, що можеш зробити. Я зробила багато чудових речей тут, в Ісландії, але це одна з найкрутіших!» Вона сказала, що Б'єрк написала всі партії арфи, а Баклі була переважно виконавцем, але також і редактором, показавши, що спочатку «Blissing Me» була написана для арфового тріо, але вона припустила, що квартет арф краще передасть те, що намагалася досягти Б'єрк.
В інтерв'ю, опублікованому на The Creative Independent 14 грудня 2017 року, Б'єрк розповіла, що спочатку було дві різні версії студійного альбому, одна без пташиного співу і з кожною піснею, розділеною тишею, як у традиційному студійному альбомі, і остаточна версія, що вийшла з пташиним співом і багатьма треками, що переходять один в одного.

## Промо

### Сингли
До кінця 2017 року з альбому вийшло два сингли, обидва до дати релізу Utopia, 24 листопада. Першим був «The Gate», що вийшов у цифровому форматі та на односторонньому чорному вінілі обмеженим тиражем. Сингл дещо відрізняється від остаточного міксу альбому: відсутній пташиний спів, що супроводжує флейту і вокальне вступне слово. Вінілова версія відрізняється ще й тим, що в кінці пісні додано додаткове 54-секундне флейтове інструментальне аутро.
Другий сингл, «Blissing Me», вийшов за тиждень до релізу альбому. Через місяць, 13 грудня 2017 року, вийшов реміксовий мініальбом «Blissing Me» з двома новими реміксами, перший з яких був створений у співпраці з бруклінським співаком Serpentwithfeet, який додав до треку нову лірику та біти. Раніше, у вересні 2016 року, Б'єрк похвалила співака у статті The Guardian. Другим реміксом стала «Harp Only», яку Consequence of Sound назвали «небесною». У лютому 2018 року вийшла лімітована версія реміксів «Blissing Me» на бірюзовому вінілі.
Третій сингл «Arisen My Senses» вийшов 21 березня 2018 року з ремікс-мініальбомом, до якого увійшли три ремікси від Lanark artefax, Jlin і Kelly Lee Owens. Вініловий реліз вийшов 25 травня.
6 вересня 2019 року два ремікси на «Features Creatures» вийшли як цифрові сингли, один від Fever Ray, а інший від The Knife. Обидва ремікси, а також власний ремікс Б'єрк на пісню Fever Ray 2017 року «This Country», зібрані на лімітованому 12-дюймовому міні-альбомі під назвою Country Creatures, який вийшов 1 листопада 2019 року.

### Музичні відео
Перші два музичні відео з Utopia супроводжували перші два сингли альбому, «The Gate» і «Blissing Me». «The Gate» був знятий постійним співавтором Б'єрк Ендрю Томасом Хуангом і дебютував із схваленням критиків, а згодом був названий найкращим музичним відео 2017 року за версією Pitchfork. Хуанг сказав про відео: «The Gate» продовжує те, на чому зупинився Vulnicura 2015 року. Це перший погляд на утопію Б'єрк. Дверний отвір лежить у рані від Vulnicura, яка тепер перетворилася на призматичний портал, прокладений між грудьми двох закоханих. Не коханців у вузькому романтичному сенсі, а в ширшому космологічному сенсі… «The Gate» — це декларація надії, яку оспівує жінка, заломлена і переформована у світле ціле". Далі він описав цей досвід як «кульмінацію моєї п'ятирічної співпраці з Б'єрк».
«Blissing Me» був знятий режисерами Тімом Вокером та Еммою Далзелл. Критики відзначили простоту відео у порівнянні з VR-експериментами кліпів Vulnicura та велику залежність від комп'ютерної анімації у «The Gate». Модний журнал Vogue високо оцінив цю якість, оголосивши це «одним з її найстриманіших моментів за останній час… попри її платформи Gucci». На додаток до жовтого взуття від Gucci, у кліпі на Б'єрк синій напівпрозорий комбінезон з тюлю з рюшами від британського дизайнера Пем Хогг. Джеймс Меррі, який часто співпрацює з Б'єрк, прикрасив її коси квітами та іншими делікатними орнаментами. Макіяж для Б'єрк створив берлінський дреґ-артист Hungry, який також працював над обкладинкою альбому.
Третє музичне відео, «Utopia», вийшло 8 грудня 2017 року.Режисерами кліпу виступили Воррен Дюпре та Нік Торнтон Джонс, які показали Б'єрк «у ще одному з її фантастичних світів, населеному флейтами, блакитними птахами і ніжно-рожевими нутрощами». Порівнюючи відео «Utopia» з двома попередніми кліпами з альбому, Ханна Флеммінг з Paste сказала: «Нарешті Б'єрк дає нам те, що є ближче до вітальні чи долини зборів цього (утопічного) царства, повноцінного, реалізованого та мальовничого».
Четверте музичне відео з Utopia було знято на відкриваючу пісню альбому «Arisen My Senses». У ньому зображено переродження Б'єрк: «співачка виходить з утроби матері, а потім потрапляє у фантастичний світ у вигляді вогняної, опереної, крилатої істоти», і воно було описано як «мистецьки тривожне». Відео було створено у тісній співпраці між самою співачкою, режисером Джессі Кандою, з яким вона раніше працювала над відеокліпом на пісню «Mouth Mantra» (2015), та Аркою, співпродюсеркою Utopia. Відео було представлено через WeTransfer і дебютувало на їхньому сайті 18 грудня 2017 року. Paste описав його як «її найгарячіше (музичне відео) на сьогоднішній день», але поява Арки у відео була розкритикована її фан-базою. І Б'єрк, і Арка відповіли на суперечку, причому Арка написала в Instagram: «Так багато коментарів від людей, які кажуть, що мені слід триматися подалі від Б'єрк, що я зіпсувала відео своєю появою абощо… коли я переходила на ваші профілі, я знаходила лише милі обличчя, м'яку мову тіла і селфі з ніжними очима! Вам: я посилаю ніжний поцілунок». Б'єрк відповіла на повідомлення Арки пізніше, порівнявши появу Арки у відео з появою покійного британського музиканта Марка Белла в її кліпі 2008 року на пісню «Declare Independence», обидва з яких були співавторами відповідних пісень: «Я здивована, чому у деяких моїх фанатів виникають труднощі з цим», і попросила шанувальників «бути відкритими до складнощів музичного союзу між поколіннями і різними сексуальними орієнтаціями». Знімання цього відео з Джессі Кандою стало для нас цінним знаком визнання співпраці між усіма цими групами."
10 травня 2019 року Б'єрк випустила кліп на пісню «Tabula Rasa». Режисером кліпу став Тобіас Греммлер, який створив цифрові бекдропи та проекції для її туру Cornucopia 2019 року. Греммлер так описав свою концепцію: «Візуальне перетворення Б'єрк у фавноподібні квіти та гірські пейзажі втілює утопічну концепцію гармонійного співіснування природи та людини, засновану на емпатії». У дописі в соціальних мережах Б'єрк висловила свою «піднесену вдячність за 18 місяців роботи» з Греммлером та «неоднозначність цієї точки зустрічі між піснею та рухомим зображенням».
6 серпня 2019 року на YouTube відбулася прем'єра музичного відео/цифрової проекції на пісню «Losses», знятої знову ж таки Греммлером, яку Rolling Stone назвав «вражаючою». Б'єрк заявила: «Ніхто не передає цифрову чуттєвість так, як (Греммлер), елегантно і виразно!» і додала, що візуальні ефекти були засновані «на розмовах між нашим внутрішнім оптимістом і песимістом. Коли я записувала це, я намагалася співати глибшим тоном для одного з них у лівій колонці і вищим оптимістом у правій. І якщо ви будете слухати в навушниках, це буде відповідати образам». Спочатку відео було задумане для показу на кількох екранах під час живого шоу Cornucopia.

### Тур
30 жовтня 2017 року Б'єрк була оголошена однією з хедлайнерів музичного фестивалю All Points East у Лондоні. Це був перший підтверджений концерт у рамках туру Utopia Tour. 2 листопада було оголошено про ще один концерт, цього разу в Орхусі в Данії в рамках фестивалю Northside Festival, який відбувся 7 червня 2018 року. Б'єрк вперше виступила в Орхусі 9 вересня 1993 року, на третій вечір свого першого концертного туру як сольна виконавиця. Utopia Tour розпочався з двох спеціальних генеральних репетицій у Рейк'явіку, Ісландія, 9 і 12 квітня 2018 року, які отримали позитивні відгуки від ісландської преси.
Через 11 місяців після завершального концерту Utopia Tour Б'єрк представила своє нове концертне шоу Cornucopia на новенькому нью-йоркському майданчику The Shed, де вона продовжила досліджувати живий потенціал Utopia з тими ж музикантами, які приєдналися до неї під час Utopia Tour, а також з відомим ісландським хором Hamrahlíðarkórinn і низкою візуальних і театральних художників, серед яких були графічний дизайнер Тобіас Греммлер і аргентинська режисерка Лукресія Мартель. Прем'єра Cornucopia відбулася 9 травня 2019 року і отримала позитивні відгуки.

### Промо-виступи
Б'єрк з'явилася на передачі BBC Later… with Jools Holland 22 травня 2018 року після шестирічної перерви у виступах на телебаченні. Її остання поява на телебаченні відбулася під час другого року туру Biophilia у 2012 році, коли вона з'явилася в програмі The Colbert Report і виконала пісню «Cosmogony», другий сингл з Biophilia, який вийшов за вісім місяців до запису шоу. Востаннє Б'єрк з'явилася на шоу Later 22 листопада 2011 року, де вона виконала сет з трьох пісень з щойно виданого альбому Biophilia. 26 травня в розширеному годинному ефірі шоу прозвучали ще дві пісні, «The Gate» і «Blissing Me».

## Реакція критиків
Utopia отримала широке визнання критиків. На сайті Metacritic, який присвоює рецензіям з мейнстрімних видань нормалізований рейтинг зі 100, альбом отримав середній бал 82 на основі 35 рецензій. Агрегатор AnyDecentMusic? дав йому 7,5 балів з 10, спираючись на свою оцінку критичного консенсусу.
Рецензуючи Utopia для The Boston Globe, Теренс Коулі виявив, що «одночасно рішуче авангардний і абсолютно прекрасний» альбом демонструє, як Б'єрк і Арка «підштовхують один одного до створення чогось абсолютно унікального». У The A.V. Club Келсі Дж. Уейт написав, що присутність Арки не применшує «безшовності» альбому з минулими роботами Б'єрк, зазначивши при цьому, що «експерименти дуету ніколи не виглядають поблажливими; вони відчуваються як фізичне, необхідне вираження елементарних емоцій альбому». Кітті Емпайр з The Observer заявила, що Utopia значною мірою уникає «суворих, екстремальних» тем Vulnicura і натомість «повертається до любові до природи старих альбомів, таких як Biophilia і Vespertine, а також до жаги до життя, яку Б'єрк демонструвала протягом усієї своєї довгої кар'єри». В той час як Вілл Гермес з Rolling Stone зауважив, що альбом «випромінює грайливість і задоволення». Гізер Фарес з AllMusic вважає, що лірично альбом «не такий ідилічний, як випливає з його назви, але поєднання ідеалізму і реалізму робить його ще успішнішим як маніфест радикально відкритого кохання, і як документ про процвітання після втрати». Вінстон Кук-Вілсон зі Spin назвав альбом «повноцінним музичним театром, не схожим ні на що, що робила Б'єрк», і віддав належне співачці за те, що вона «здивувала нас своїм невигадливим, але осмисленим переосмисленням».
Описуючи Utopia як «майже повністю чуттєвий досвід», Лія Грінблатт з Entertainment Weekly була стриманішою у своїх похвалах, зауваживши, що зосередженість альбому на звукових ландшафтах зробила його менш доступним, ніж роботи Б'єрк 1990-х і початку 2000-х років, попри те, що вона високо оцінила постійне художнє переосмислення співачки. Критик The Daily Telegraph Ніл Маккормік виявив, що альбому бракує емоційного фокусу Vulnicura, додавши, що його концепція «жінок, які тікають від патріархату, щоб сформувати еко-острівну громаду», була майже нерозбірливою з текстів пісень. Алексіс Петрідіс з The Guardian вважав, що, попри «величезну кількість думок і турботи… витрачену на звучання альбому», в ньому бракує сильних мелодій, які б закріпили кілька треків.

## Трек-лист
Всі тексти написані Б'єрк; всі треки спродюсовані Б'єрк і Аркою, крім зазначених окремо.
| #     | Назва                                   | Автор музики        | Тривалість |
| ----- | --------------------------------------- | ------------------- | ---------- |
| 1.    | «Arisen My Senses»                      | Björk Arca          | 4:59       |
| 2.    | «Blissing Me»                           | Björk               | 5:05       |
| 3.    | «The Gate»                              | Björk Arca          | 6:33       |
| 4.    | «Utopia»                                | Björk               | 4:42       |
| 5.    | «Body Memory»                           | Björk               | 9:46       |
| 6.    | «Features Creatures» (producer: Björk)  | Björk Sarah Hopkins | 4:49       |
| 7.    | «Courtship»                             | Björk               | 4:44       |
| 8.    | «Losss» (producers: Björk, Rabit, Arca) | Björk               | 6:51       |
| 9.    | «Sue Me»                                | Björk Arca          | 4:57       |
| 10.   | «Tabula Rasa»                           | Björk               | 4:42       |
| 11.   | «Claimstaker»                           | Björk Arca          | 3:18       |
| 12.   | «Paradisia» (producer: Björk)           | Björk               | 1:44       |
| 13.   | «Saint»                                 | Björk               | 4:41       |
| 14.   | «Future Forever»                        | Björk Arca          | 4:47       |
| 71:38 |                                         |                     |            |

Notes
- «Features Creatures» включає оригінальну композицію Сари Гопкінс під назвою Kindred Spirits, з альбому Music for Harmonic Whirlies (1996)[73]

## Персоналії
Credits adapted from the liner notes of Utopia.

### Музиканти
- Б'єрк — вокал, цифрова флейта, аранжування флейт, аранжування вокалу, аранжування хору, аранжування віолончелей
- Арка – електроніка, синтезаторні мелодії, біти
- Секція флейт
  - Мелькорка Олафсдоттір (solo), Асхілдур Харальдсдоттір (solo), Берглінд Марія Томасдоттір (solo), Стейнунн Вала Палсдоттір, Бйорг Бр'янсдоттір, Юрір Йонсдоттір, Памела Де Сенсі, Сігрір Хьордіс Індрірадоттір, Емілія Рос Сігфусдоттір, Дагні Маріносдоттір, Сольвейг Магнусдоттір, Берглінд Штефансдоттір, Хафдіс Вігфусдоттір
- Кейт Баклі — арфа
- Hamrahlíðarkórinn — хор
- Торгердур Інґольфсдоттір — диригент хору
- Робін Керолан — «п'яте вухо»
- Юлія Могенсен — віолончель
- Гавардур Тріггвасон — контрабас

### Технічний персонал
- Геба Кадрі — зведення (2, 5–8, 11)
- Марта Салоньї — зведення (1, 3, 4, 9, 10, 12-14), зведення вокалу (2, 8)
- Бергур Торісон — звукоінженер, запис флейти, запис хору, запис арфи
- Барт Мігал — звукоінженер
- Кріс Елмс — звукоінженер, запис арфи
- Менді Парнелл — мастеринг

### Дизайн
- Б'єрк — творче спрямування, характер обкладинки
- Джессі Канда — творче спрямування, обкладинка, фото
- Джеймс Меррі — креативний напрямок, маска
- Рафаель Саллі — волосся
- Hungry — макіяж
- Джульєтт Ларте — продакшн
- Кен Коль — фотографування пташиних ембріонів
- M/M Paris — креативний напрямок, типографіка, цифрове освітлення